# Герб Георгиевского района
Герб Георгиевского района — один из официальных символов упразднённого Георгиевского муниципального района Ставропольского края России.
Утверждён 5 февраля 2008 года решением Совета Георгиевского муниципального района Ставропольского края № 59-5 и 27 февраля 2008 года внесён в Государственный геральдический регистр Российской Федерации с присвоением регистрационного номера 3895.

## Описание и обоснование символики
Геральдическое описание герба (блазон) гласило:

Лазоревый щит со Святым Великомучеником Святым Георгием Победоносцем в серебряном одеянии, в червлёном плаще, с золотым нимбом и диадемой в коричневых волосах на серебряном коне с пурпурной сбруей, серебряным же копьём, попирающим серебряного дракона с червлёным вооружением.— Статья 3 «Положения о гербе Георгиевского муниципального района Ставропольского края»
Герб района был гласным (говорящим), поскольку прямо указывал на имя Святого Георгия Победоносца, в честь которого в 1777 году названа одна из крепостей Азово-Моздокской оборонительной линии, получившая в 1785 году статус города.

Название крепости в честь Георгия Победоносца не было случайным. У истоков появления этого понятия стоял наместник южных губерний России князь Григорий Потёмкин. Именно он давал названия каждой из 10 крепостей, составивших Азово-Моздокскую пограничную линию. И эти имена несли в себе глубокий смысл, который отражал политику России на вновь присоединённых территориях Северного Кавказа. Центром противостояния России на Северном Кавказе была в то время Кабарда. На этом направлении и возводился центральный форпост России — Георгиевская крепость, само название которой провозглашало главное устремление русских — победить во имя России. Образ Святого Георгия Победоносца как никакой другой отвечал этим целям.— Статья 3 «Положения о гербе Георгиевского муниципального района Ставропольского края»
В 1785 году именем святого был также назван Георгиевский уезд, восемь сёл и станиц которого затем вошли в состав учреждённого в 1924 году одноимённого района Северо-Кавказского края (затем Ставропольского края).
Обоснование символики тинктур поля щита и фигур в положении о гербе района отсутствует.
По информации Н. А. Охонько, лазоревый цвет щита призван напоминать о том, «что территория Георгиевского района находится в пределах Терского казачьего войска, цветом которого является лазоревый».

## История
Официальная символика Георгиевского муниципального района утверждена депутатами райсовета 5 февраля 2008 года. Перед этим на публичных слушаниях, проходивших в районной администрации, 119 представителей всех муниципальных образований района рассмотрели пять вариантов герба и флага, разработанных художником Игорем Леонидовичем Проститовым. В ходе обсуждения большинство участников слушаний поддержало вариант с изображением фигуры «Святого Великомученика Георгия Победоносца в червлёном плаще с золотым нимбом и диадемой в волосах и на серебряном коне в пурпурной сбруе».
27 февраля 2008 года, после прохождения экспертизы в Геральдическом совете при Президенте РФ, герб Георгиевского муниципального района был внесён в Государственный геральдический регистр под номером 3895.
С 1 июня 2017 года все сельские поселения Георгиевского района и городской округ город Георгиевск были объединены в Георгиевский городской округ, который в дальнейшем продолжил использовать герб и флаг города Георгиевска.